# Czechosłowackie fortyfikacje

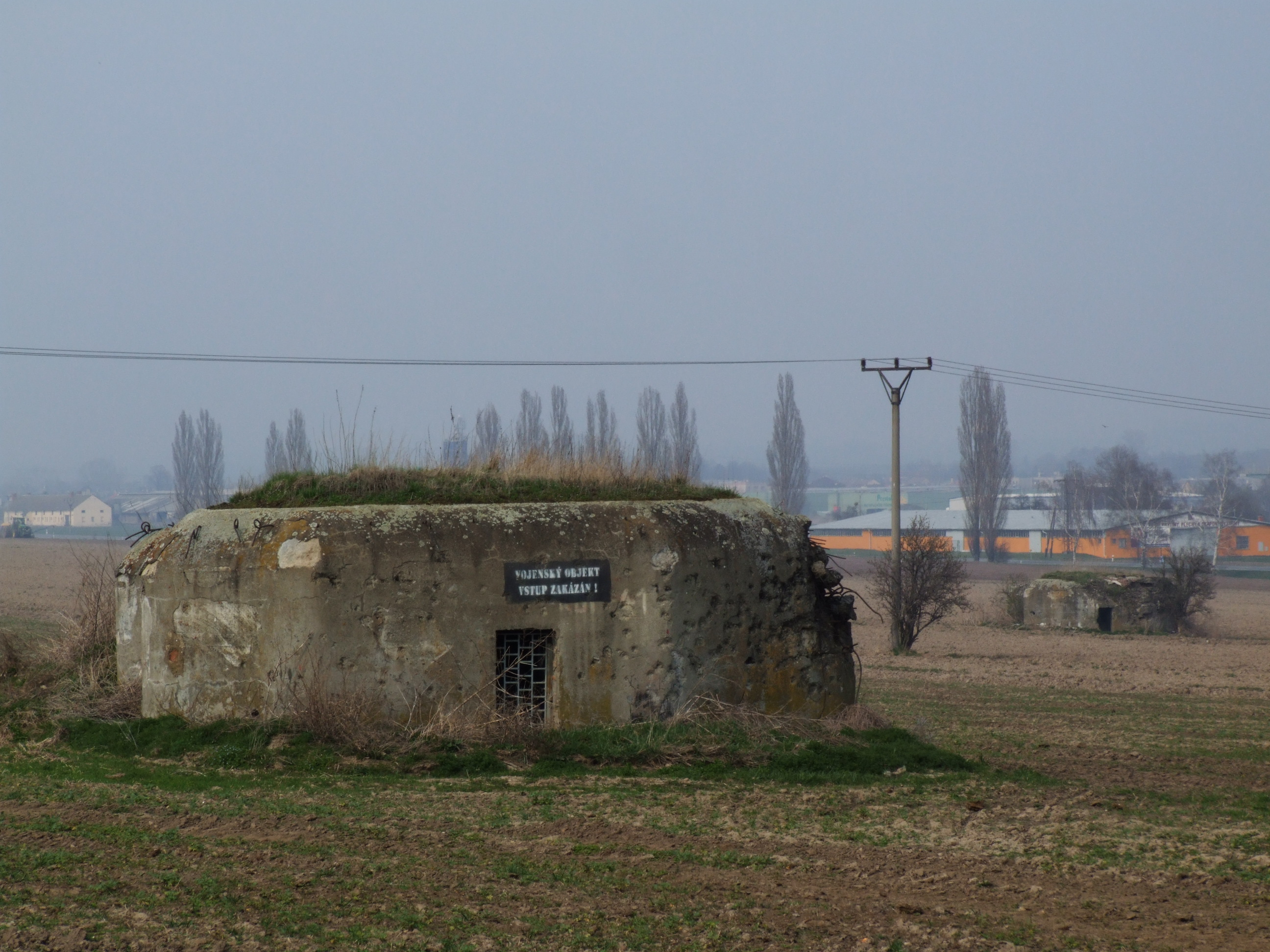
Schrony w okolicach Opawy

Czechosłowackie fortyfikacje (cz./sł. Československé opevnění) – czechosłowackie umocnienia wybudowane w latach 1935–1938 w celu zabezpieczenia Czechosłowacji przed agresją państw sąsiednich. Budowę prowadziła powołana 20 marca 1935 roku Dyrekcja Prac Fortyfikacyjnych (Ředitelství opevňovacích prací).
Łącznie wybudowano do 1938 r. ponad 10 tysięcy schronów, w tym ok. 250 schronów ciężkich (dla porównania Linia Maginota składała się z ok. 5800 obiektów). Na najbardziej zagrożonych odcinkach granicy wznoszono tzw. twierdze artyleryjskie – obiekty dla piechoty wyposażone w działa przeciwpancerne, ckm i lkm – połączone ze sobą rozległymi sieciami korytarzy podziemnych.
Do końca 1939 roku planowano wybudować łącznie ponad 16 000 schronów (głównie lekkich). W planach na dalsze lata było uzupełnienie linii umocnień o dodatkowe ciężkie schrony. Budowa czechosłowackich fortyfikacji została przerwana 23 września 1938 roku w związku z naciskami rządów Francji i Wielkiej Brytanii i przyjęciem przez prezydenta Beneša ultimatum układu monachijskiego. Do tego czasu ukończono jedynie 5 grup warownych, natomiast kolejne 4 pozostawały w stanie do wykończenia.

## Artyleryjskie grupy warowne (Dělostřelecké tvrze)
Grupy warowne ze statusem zakończenia budowy do 1938 roku:
- Adam
- Bouda
- Hanicka (Hanička)
- Hurka (Hůrka)
- Smolkov

Dodatkowo budowa czterech następnych artyleryjskich grup warownych była bliska zakończenia:
- Stachelberg
- Dobrošov
- Šibenice
- Skutina

W skład grup warownych wchodziły:
- obiekt wejściowy

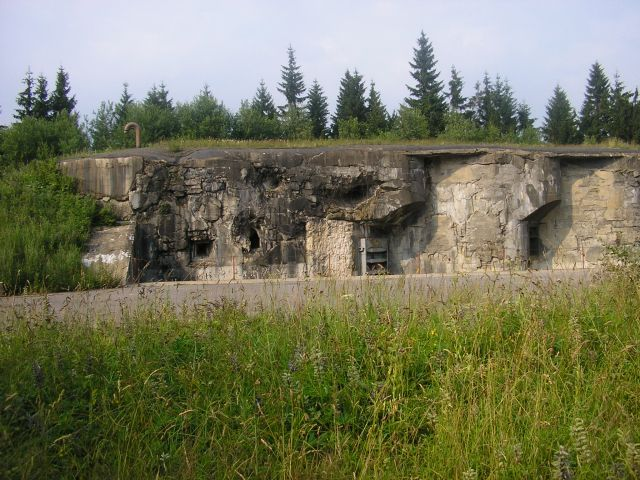
Grupa Warowna Hanicka. Obiekt artyleryjski. Widoczne ślady po pociskach artyleryjskich powstałe podczas niemieckich testów. Jedna ze strzelnic przebudowana na drzwi pancerne

- schrony piechoty – służące do bezpośredniej obrony obiektu
- schrony artyleryjskie – uzbrojone w 3 haubice 100 mm o zasięgu ok. 12 km, strzelające równolegle do linii frontu
- wieże artyleryjskie – uzbrojone w 2 haubice 100 mm
- wieże moździerzy – uzbrojone w 2 moździerze 120 mm
- podziemne koszary i magazyny
- system korytarzy podziemnych (potern) łączących poszczególne obiekty.

Obiekty wchodzące w skład grup warownych były budowane w najwyższej IV klasie odporności. Grubość stropu i ścian od strony nieprzyjaciela wynosiła 350 cm. Grubość kopuł pancernych 30cm.
W 1938 roku żadna z grup warownych nie była w pełni przygotowana do obrony. W żadnej nie zainstalowano wież obrotowych, w większości obiektów nie było też haubic do prowadzenia ognia bocznego. W przypadku nagłego ataku planowano użyć dział polowych 75 mm, ustawionych na prostych drewnianych podestach.

## Schrony ciężkie (TO – tĕžké opevnĕní)

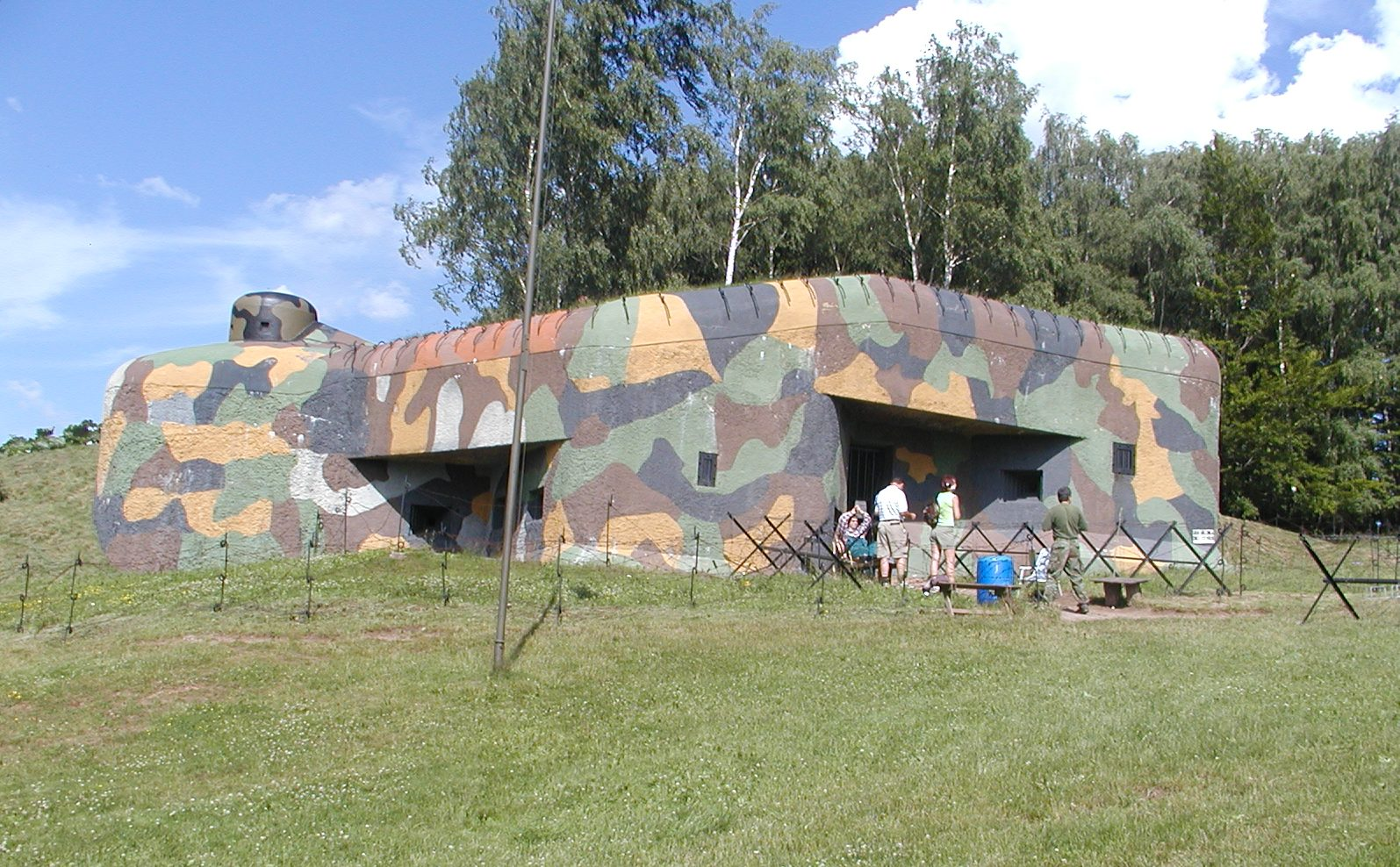
Ciężki schron bojowy N-S-82 „Březinka”

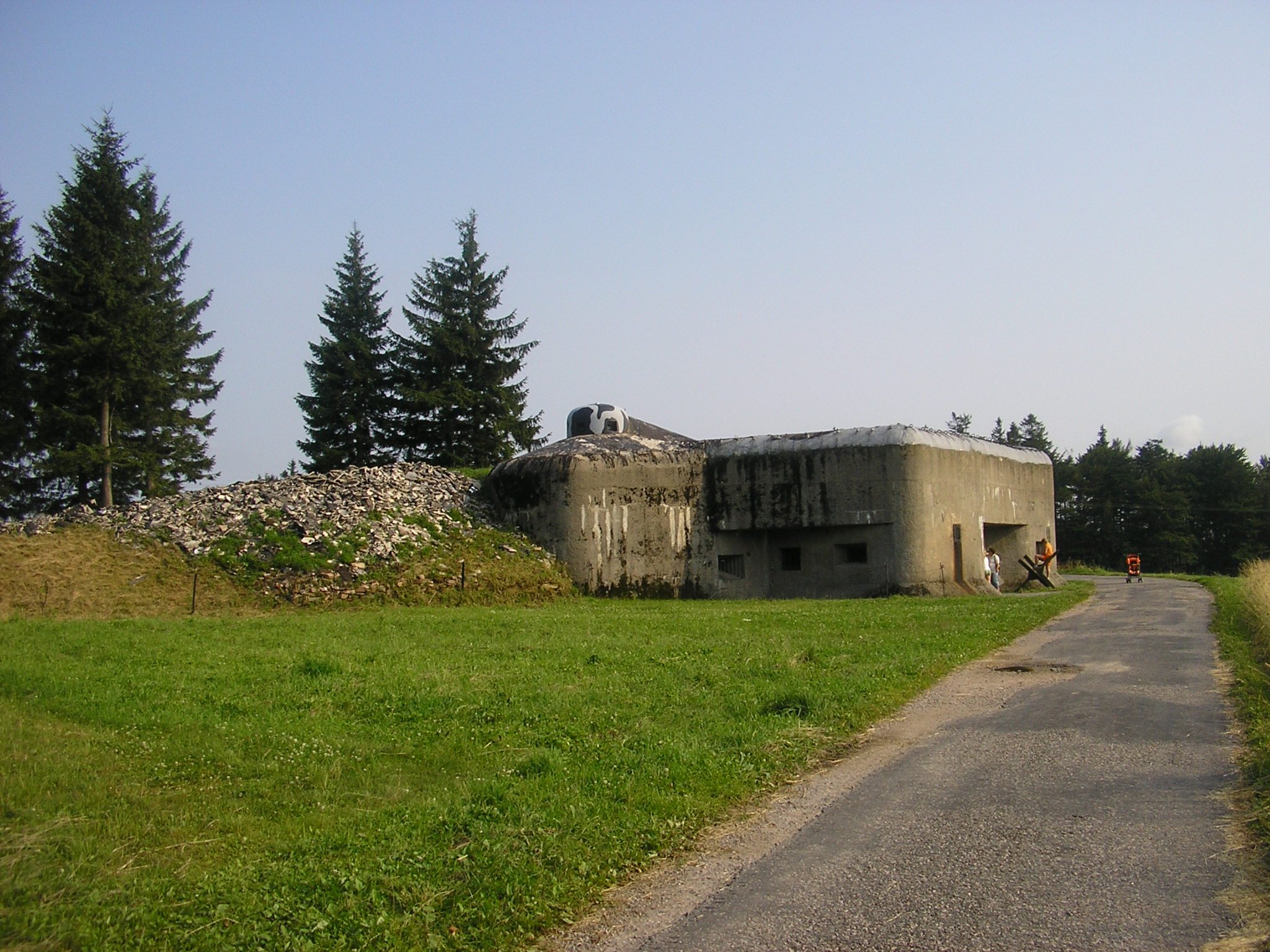
Ciężki schron bojowy R-S-74 „Na Holém”

Ciężkie schrony miały stanowić podstawę obrony. Szybko jednak okazało się, że są niezwykle kosztowne, co doprowadziło do zmiany koncepcji obronnej.
Schrony TO budowane były na planie niskiej i bardzo grubej litery T. „Kreska nad T” ustawiona była od strony nieprzyjaciela i stanowiła osłonę właściwego schronu, który znajdował się w miejscu „pionowej kreski”. Ścian przednia (od strony nieprzyjaciela) była dodatkowo obudowywana ścianą kamienną o grubości kilku metrów oraz obsypywana ziemią i obsiewana trawą. Od strony nieprzyjaciela widoczne były tylko niewielkie kopuły służące do obrony bezpośredniej obiektu i obserwacji przedpola.
Główne strzelnice schronu znajdowały się w ścianach bocznych i były bardzo dobrze chronione przed ogniem artyleryjskim prowadzonym od strony nieprzyjaciela.
Schrony mogły być uzbrojone w:
- działa przeciwpancerne (samodzielne lub sprzężone z CKM)
- podwójnie sprzężone ciężkie karabiny maszynowe
- pojedyncze ciężkie karabiny maszynowe
- lekkie karabiny maszynowe do obrony bezpośredniej
- granaty do obrony bezpośredniej

Dodatkowo planowano wyposażyć część schronów w moździerze 90 mm, oraz opracowywano uniwersalny granatnik forteczny kalibru 50 mm dostosowany do użycia w standardowych strzelnicach.
Odległość pomiędzy poszczególnymi obiektami TO wynosiła od 600 do 1000 m. Schrony były tak ustawione, że każdy z nich był osłaniany przez przynajmniej dwa sąsiednie. Ogień z głównych strzelnic mógł być prowadzony do 500 m przed i 300 m za sąsiednim obiektem. Całość była zabezpieczona zasiekami i zaporami przeciwpancernymi.
Przykładem dobrze zachowanego schronu tego typu może być R-S-74 „Na Holém”.

## Schrony lekkie (LO – lehke opevnĕní)

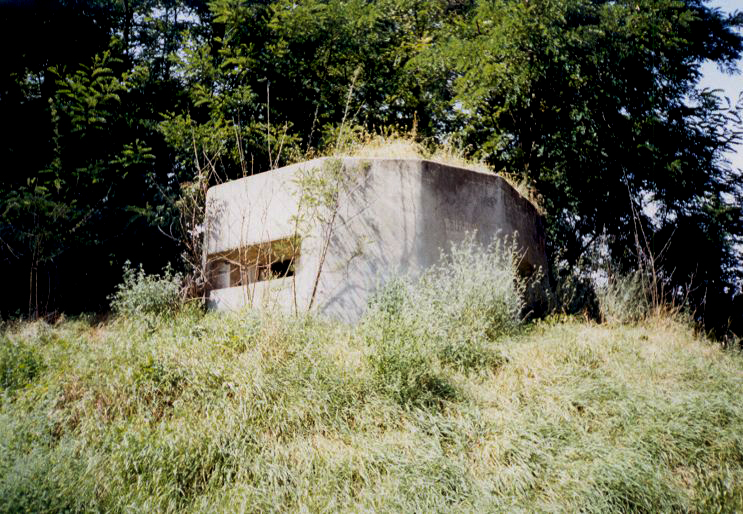
Lekki obiekt wzór 36

Lekkie schrony były budowane dwóch fazach według odmiennej koncepcji.
- LO vz. 36 – lekkie schrony przystosowane do strzelania na wprost. Wzorowane na obiektach francuskich, z linii Maginota. Posiadały 2 lub 3 strzelnice (rzadziej jedną) wyposażone w zwykłe polowe karabiny maszynowe. Strzelnice były formowane w betonie, przez co ich wytrzymałość była stosunkowo niewielka.

Czołowe ściany schronów vz. 36 mogły wytrzymać pojedyncze bezpośrednie trafienia pocisków artyleryjskich do kalibru 75 mm.
Największymi słabościami linii obrony opartej na schronach tego typu były: brak możliwości współdziałania schronów oraz widoczność od strony nieprzyjaciela. Strzelnice były usytuowane w kierunku „na nieprzyjaciela”, więc były łatwe do wykrycia i zniszczenia bezpośrednim ogniem artylerii lub czołgów.
Wybudowano 864 takich obiektów.

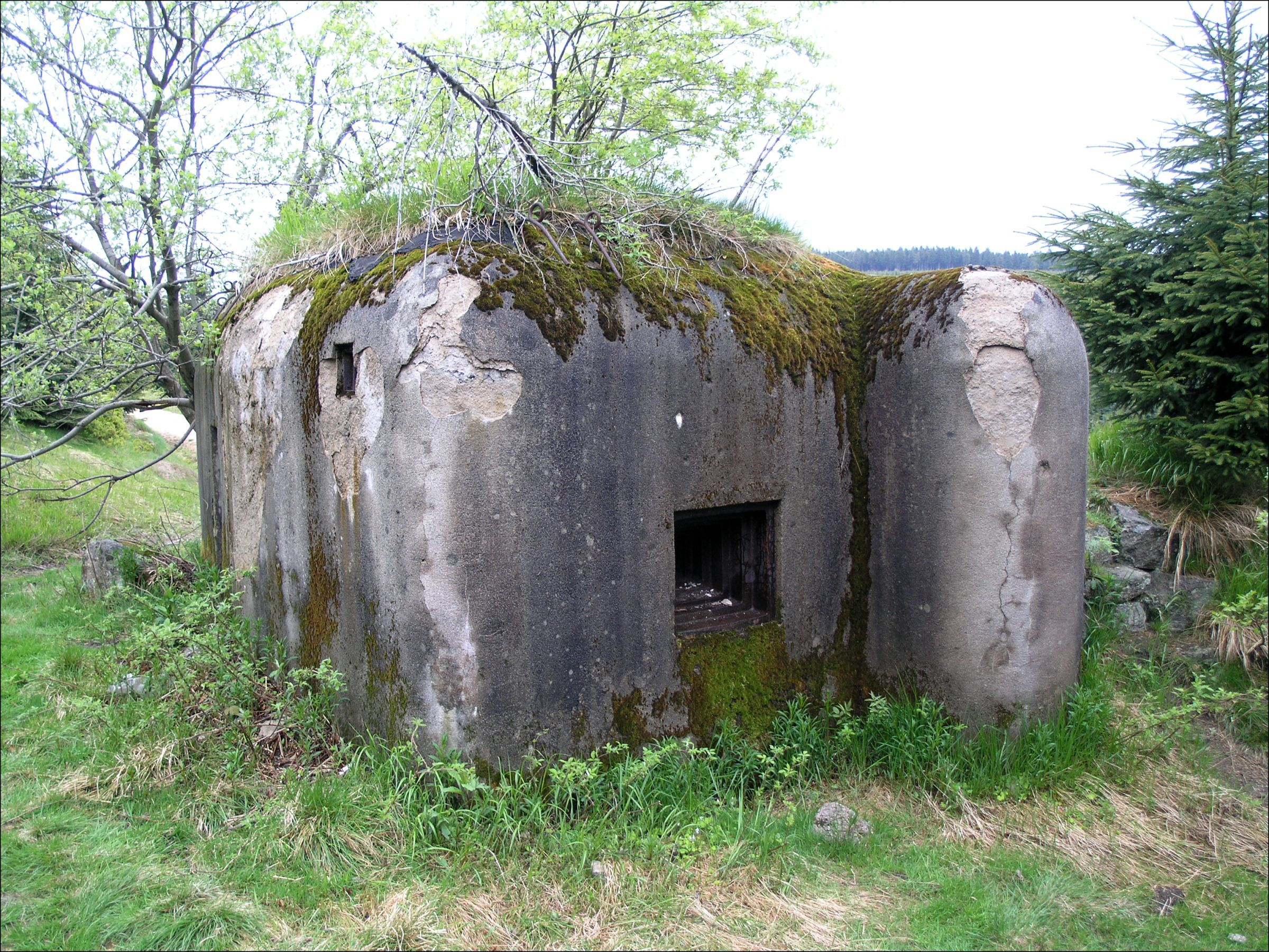
Schron wzór 37. Prace betoniarskie ukończone, obiekt bez zabezpieczającej ściany kamiennej i obsypania ziemią.

- LO vz. 37 Lekkie schrony przystosowane do prowadzenia ognia bocznego. Popularna nazwa tych obiektów to řopíki, od (ŘOP, skrót od Ředitelství opevňovacích prací). Powstały na podstawie oryginalnej czechosłowackiej koncepcji. Były zminimalizowaną wersją ciężkich schronów TO. Od strony nieprzyjaciela była umieszczona gruba ściana szersza od samego schronu. Dzięki temu strzelnice umieszczone w ścianach bocznych były dobrze chronione przed ogniem z przedpola. Strzelnice w odróżnieniu od obiektów wz. 36 składały się z metalowych pancerzy, dzięki czemu były znacznie wytrzymalsze. Do obrony bezpośredniej służyły wyrzutniki granatów. Schrony budowano na przeciwstoku lub obudowywano murem kamiennym i obsypywano ziemią tworząc niewielkie wzniesienie.

Załogę schronu w wersji podstawowej A stanowiło 7 osób – dowódca, zastępca dowódcy, dwóch strzelców, dwóch amunicyjnych oraz łącznik.
Ropiki były odporne na kilkukrotne trafienie pociskiem kalibru 105 mm. (Schrony wzmocnione budowane w szczególnie ważnych miejscach mogły wytrzymać trafienie pociskiem kalibru 150 mm).
Wybudowano ponad 9000 schronów wzór 37.

## Dalsze losy fortyfikacji czechosłowackich (po 1938 r.)
Po zajęciu Czechosłowacji schrony zostały rozbrojone. Niektóre zostały użyte przez Niemców do prób artyleryjskich, między innymi w celu przygotowania wojsk do ataku na linie Maginota.
W 1945 roku fortyfikacje w rejonie Ostravy zostało obsadzone przez wojska niemieckie, które broniły się tam przez kilka tygodni przed Armią Czerwoną zadając jej duże straty.
Na terenie Zaolzia zajętego przez Polskę w roku 1938 znajdowały się 4 schrony ciężkie (w okolicach Bogumina), oraz ponad 200 schronów lekkich (na linii pomiędzy Boguminem i Trzyńcem). Polacy dokonali inwentaryzacji zajętych obiektów, na niektórych przeprowadzili próby wytrzymałości ostrzeliwując artylerią. Fortyfikacje te nie zostały wykorzystane w czasie kampanii wrześniowej.
Umocnienia w pobliżu granicy z Austrią i Niemcami były używane przez wojsko do lat 80. Obiekty wzór 36 przebudowano na schrony obserwacyjne (zamurowując strzelnice), natomiast w schronach wzór 37 wzmocniono drzwi i przystosowano je do działania w przypadku użycia broni masowego rażenia. W roku 1975 przystąpiono do przebudowy Grupy Warownej Hanicka, w celu przemienienia jej w nowoczesny schron przeciwatomowy. Prace wstrzymano w 1989 roku, a całkowicie z nich zrezygnowano w 1993 r.
Aktualnie wiele obiektów ma status muzeum. Powstały także liczne szlaki turystyczne prowadzące wzdłuż dawnych linii obronnych.